# Deportes Aviación
Deportes Aviación was een Chileense voetbalclub uit San Bernardo. De club werd opgericht in 1957 doorde Chileens luchtmacht. Vanaf 1972 speelde de club in professionele reeksen en promoveerde naar de hoogste klasse in 1973 en speelde daar zeven seizoenen tot 1980. In 1981 werd de club ontbonden. 